# Edward S. Rogers Jr.
Pour les articles homonymes, voir Rogers.
Edward Samuel "Ted" Rogers Jr., OC (27 mai 1933 à Toronto au Canada - 2 décembre 2008 à Toronto au Canada) était un homme d'affaires et un philanthrope canadien. Il a été le président et le PDG de Rogers Communications et a été la cinquième personne la plus riche du Canada en termes de valeur nette.

## Biographie
Ted Rogers a fait ses études à l'Upper Canada College. Il a ensuite fréquenté l'Université de Trinity College, un collège fédéré à l'Université de Toronto, où il a obtenu un baccalauréat en arts en 1956. Lorsqu'il était étudiant en premier cycle, Rogers a rejoint la fraternité Sigma Chi. En 1979, il a été nommé Significant Sig par la fraternité - le 21e Canadien à y être intronisé.
En 1960, alors qu'il était encore étudiant à l'Osgoode Hall Law School de l'Université York, il a acheté toutes les actions de la station de radio locale CHFI-FM (en) qui a été la première à utiliser la FM (fréquence modulée) à une époque où seulement 5 % des ménages de Toronto possédaient un récepteur FM. En 1965, il était déjà dans le secteur de la télévision par câble. Rogers Communications a été créée en 1967 et est devenue l'un des plus grands conglomérats médiatiques du Canada. Son père, Edward S. Rogers Sr. (1900-1939), est considéré comme le fondateur de la société, bien que la station de radio qu'il a fondée, CFRB, soit aujourd'hui détenue par une autre société canadienne et concurrente, Bell Media.
Ted Rogers était propriétaire des Blue Jays de Toronto de la Ligue majeure de baseball depuis le 1er septembre 2000, date à laquelle Rogers Communications a acheté 80 % du club, la Brasserie Labatt conservant une participation de 20 % et la Banque canadienne impériale de commerce renonçant à sa part de 10 %. Il a racheté les 20 % restants à Labatt en 2003 et a été propriétaire de l'équipe jusqu'à sa mort. En outre, le stade des Blue Jays, le SkyDome, a été rebaptisé Rogers Centre en 2005 après que la firme de Rogers ait acheté le stade (y compris les droits de dénomination).

## Famille
Ted Rogers était marié à Loretta Anne Rogers (en) (née Robinson), et leur mariage a eu lieu le 25 septembre 1963. Le père de son épouse était Roland Robinson, 1er Baron Martonmere, qui était un homme politique britannique et qui a ensuite été gouverneur des Bermudes. Ted Rogers et sa femme ont eu quatre enfants : Lisa, Edward (en), Melinda et Martha.
Ted Rogers était un descendant direct de Timothy Rogers (en) (1756-1834), un dirigeant quaker qui a fondé Newmarket et Pickering dans ce qui est aujourd'hui l'Ontario.

## Honneurs et récompenses
Le 25 octobre 1990, Ted Rogers a été nommé au grade d'officier de l'Ordre du Canada. En 1990, il a reçu le Golden Plate Award de l'American Academy of Achievement. En 2006, il a été intronisé au Panthéon des télécommunications du Canada (en), avec son père, Edward S. Rogers Sr..

## Philanthropie
En 2000, Rogers et sa femme Loretta ont donné 26,8 millions de dollars à l'Université de Toronto. Cette contribution historique a été dirigée vers la faculté de sciences appliquées et d'ingénierie de l'université de Toronto (en), qui a nommé le département de génie électrique et informatique Edward S. Rogers Sr. en l'honneur de son père. Le don de M. Rogers a permis à la faculté de créer les Bourses d'études supérieures Edward S. Rogers Sr., les Bourses d'études de premier cycle Edward S. Rogers Sr., la Chaire Edward S. Rogers Sr. en ingénierie, la Chaire d'ingénierie Velma M. Rogers Graham, les Laboratoires de communications sans fil Rogers AT&T et le Programme de bourses d'études Rogers.
Le 29 mai 2007, Rogers et sa femme ont fait un don de 15 millions de dollars à l'Université Ryerson. Le don a été dirigé vers la faculté de commerce, qui a été rebaptisée Ted Rogers School of Management (en) à la demande des donateurs. La majeure partie du don fut utilisée pour créer 52 nouvelles bourses d'études pour les étudiants de premier et de deuxième cycle. Le don vise également à créer une nouvelle chaire de recherche pour lancer des initiatives universitaires dans le domaine de la recherche en gestion.

## Décès et commémorations
Rogers a souffert d'insuffisance cardiaque et est décédé le 2 décembre 2008, à l'âge de 75 ans, chez lui à Toronto. Il a été enterré dans la parcelle familiale au cimetière Mount Pleasant, à Toronto.
Son autobiographie, écrite avec le consultant en communication et ancien journaliste économique Robert Brehl, s'intitule Relentless : The True Story of the Man Behind Rogers Communications (traduction littérale, Sans relâche : la véritable histoire de l'homme derrière Rogers Communications) et a été publiée 10 semaines avant sa mort. Le 2 décembre 2009, à l'occasion du premier anniversaire de sa mort, une section nord de la rue Jarvis (en) à Toronto, qui longe l'Édifice Rogers (en), a été rebaptisée Ted Rogers Way (en) en son honneur.
Du 4 au 6 mars 2010, la première conférence annuelle Ted Rogers Memorial Conference (TRMC) organisée par l'Université Ryerson, la Ted Rogers School of Management (en) et la Ryerson Commerce Society a honoré Ted Rogers, invitant les étudiants des universités canadiennes à en apprendre davantage sur les valeurs et les compétences de Ted Rogers. Le thème de la conférence s'est articulé autour de l'acronyme TED (Take risks. Embrace innovation. Defy the status quo ; en français, Prends des risques. Embrasse l'innovation. Défie le statu quo).